# Олейников Віктор Степанович
Віктор Степанович Олейников (9 березня 1915, місто Слов'янськ, тепер Донецької області — 6 квітня 1985, місто Дніпропетровськ) — український радянський партійний діяч, 1-й секретар Криворізького міського комітету КПУ. Депутат Верховної Ради СРСР 5—6-го скликань. Кандидат у члени ЦК КПУ в 1956—1960 р. Член ЦК КПУ в 1960—1966 роках.

## Біографія
Народився в родині службовця. У 1932 році закінчив школу фабрично-заводського навчання.
З 1932 року — апаратник Слов'янського содового заводу на Донбасі. Одночасно вчився на вечірньому робітничому факультеті.
Освіта вища. У 1939 році закінчив Дніпропетровський гірничий інститут.
У 1939—1941 роках — маркшейдер, старший маркшейдер шахти «Комунар» рудоуправління імені Дзержинського міста Кривого Рогу Дніпропетровської області.
З 1941 року — служба в Червоній армії. Учасник німецько-радянської війни з червня 1941. Служив командиром артилерійського взводу, командиром батареї, 1-м помічником начальника штабу 122-ї окремої гаубичної артилерійської бригади великої потужності Південного, Волховського, Ленінградського, Калінінського, Північно-Західного, 1-го Білоруського фронтів.
Член ВКП(б) з 1944 року.
У 1946—1950 роках — старший маркшейдер, технічний керівник шахт «Комунар» і «Гігант» міста Кривого Рогу Дніпропетровської області.
У 1950—1953 роках — головний інженер шахти «Гігант» міста Кривого Рогу Дніпропетровської області.
У 1953—1955 роках — головний інженер, керуючий рудоуправління (рудника) «Інгулець» Дніпропетровської області. У квітні — листопаді 1955 року — керуючий рудоуправління імені Дзержинського Дніпропетровської області.
У листопаді 1955—1965 роках — 1-й секретар Криворізького міського комітету КПУ Дніпропетровської області.
У вересні 1965 — 26 січня 1973 року — секретар Дніпропетровського обласного комітету КПУ.
У 1973—1978? роках — заступник міністра чорної металургії Української РСР по роботі з кадрами.
Потім — на пенсії в місті Дніпропетровську.

## Звання
- капітан
- майор

## Нагороди
- два ордени Леніна (19.07.1958, 1966)
- орден Трудового Червоного Прапора
- орден Вітчизняної війни 1-го ст. (29.05.1945)
- орден Вітчизняної війни 2-го ст. (1.10.1944)
- орден Червоної Зірки (24.07.1944)
- орден Олександра Невського
- медалі
- заслужений шахтар Української РСР (7.03.1975)
- дві Почесні грамоти Президії Верховної Ради Української РСР (8.03.1965, 7.03.1985)
- почесний громадянин міста Кривого Рогу (25.03.1975)